# أحمد البدوي
أحمد بن علي بن يحيى البدوي الحسيني الفاسي (فاس 596 هـ/1199 م - طنطا 675 هـ/1276 م) إمام صوفي سني عربي، وثالث أقطاب الولاية الأربعة لدى المتصوفين، وإليه تنسب الطريقة البدوية ذات الراية الحمراء. لُقب بالبدوي لأنه كان دائم تغطية وجهه باللثام مثل أهل البادية، وله الكثير من الألقاب، أشهرها شيخ العرب والسطوحي.
ينتهي نسبه من جهة أبيه إلى الحسين بن علي بن أبي طالب. وولد البدوي بمدينة فاس المغربية، وهاجر إلى مكة مع عائلته في سن سبع سنوات، واستغرقت الرحلة أربع سنوات، منهم ثلاث سنوات أقاموها بمصر. وعندما بلغ الثمانية والثلاثين من عمره، سافر إلى العراق مع شقيقه الأكبر حسن، ورجع بعد عام واحد إلى مكة، ثم قرر في نفس عام رجوعه، الهجرة إلى مصر، وتحديداً إلى مدينة طنطا، لتكون موطن انتشار طريقته.
يُنسب إلى البدوي العديد من الكرامات، أشهرها ما يتداوله العامة أنه كان ينقذ الأسرى المصريين من أوروبا الذين تم أسرهم في الحروب الصليبية، ولذلك انتشرت مقولة في التراث الشعبي المصري هي الله الله يا بدوي جاب اليسرى، أي أن البدوي قد جاء بالأسرى.
وعلى الرغم مما اشتهر عنه من الكرامات، فإن بعض العلماء الإسلاميين ينتقدونه على أنه شيعي ويدعى الجنون ويتبول على المصلين
يُقام له في مدينة طنطا احتفالان سنوياً، أحدهما في شهر أبريل يُسمى بالمولد الرجبي، والثاني في أكتوبر وهو الاحتفال بمولده الذي يُعد أكبر الاحتفالات الدينية في مصر على الإطلاق، حيث يزور مسجده الكائن بقلب المدينة أكثر من مليوني زائر في المتوسط خلال أسبوع.

## نسبه ومولده

### نسبه

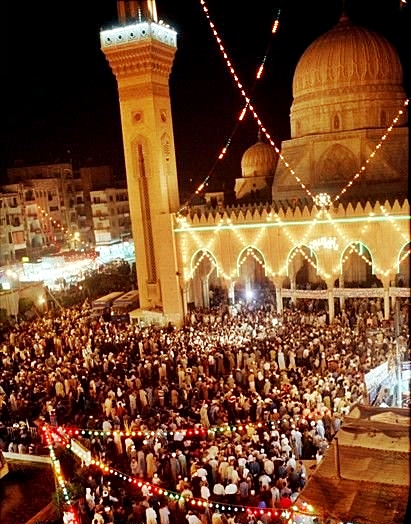
الاحتفال بمولد البدوي أمام مسجده بطنطا.

أجمع علماء الأنساب والمؤرخون كافة على اتصال نسب القطب البدوي بالحسين بن علي بن أبي طالب، فهو «أحمد بن علي بن يحيى بن عيسى بن أبي بكر بن إسماعيل بن عمر بن علي بن عثمان بن حسين بن محمد بن موسى بن يحيى بن عيسى بن علي بن أبي القاسم جعفر الزكي ، بن علي الهادي، بن محمد الجواد، بن علي الرضا، بن موسى الكاظم، بن جعفر الصادق، بن محمد الباقر، بن علي زين العابدين[ ؟ ]، بن الحسين، بن علي، بن أبي طالب».
أما بالنسبة للقب «البدوي» الذي اشتهر به، فسمي بذلك لأنه كان يشبه أهل البادية في ملازمة اللثام. وسمّي «الملثم» أيضاً لأنه كان يغطى وجهه بلثامين صيفاً وشتاءً.
غير أن هناك من المحققين والمؤرخين الذين يبطلون نسب البدوي وينفون صحة نسبه للحسين بن علي، إذ لا يثبت لديهم هذا النسب. فقد ذكر فخر الدين الرازي أن الحسن بن جعفر بن علي الهادي من المختلف في كونه أعقب أم لا، مما يعني أن هناك قول للنسابين بأن الحسن المذكور غير معقب. فمن الذين لم يذكروا لجعفر ابناً اسمه الحسن: الشريف بن الطقطقي والعبيدلي وابن عنبة. أما المصادر الأخرى فلا تبطل نسب البدوي لآل البيت، بل ينسبونه إلى علي بن جعفر الزكي وليس إلى الحسن بن جعفر الزكي، لأن الحسن لا عقب له.

### مولده
ولد أحمد البدوي بمدينة فاس المغربية سنة 596 هـ/1199 م، وكان سادس أخوته. وقد انتقل أجداده من شبه الجزيرة العربية إلى مدينة فاس سنة 73 هـ/692 م عندما زاد اضطهاد الحجاج بن يوسف الثقفي للعلويين.

### الاحتفال بمولده
يعتبر الاحتفال بمولد البدوي  من أكبر الاحتفالات الدينية في مصر، حيث تحتفل به 67 طريقة صوفية. ويقام في منتصف أكتوبر من كل عام بمدينة طنطا  الكائن فيها ضريحه بالمسجد الشهير المُسمّى باسمه، ويقام لمدة أسبوع  وسط إجراءات أمنية مشددة. ويتبعه الاحتفال بمولد إبراهيم الدسوقي بمدينة دسوق في الأسبوع الذي يلي الاحتفال بالبدوي مباشرةً. وقد ساعد إقامة مولد البدوي كل عام في ربط الشمال المصري بجنوبه، حيث أن كثير من أهل الصعيد لا يزورون الوجه البحري إلا في موعد إقامة مولد البدوي، وعندما ينتهي في طنطا يذهبون إلى دسوق للاحتفال بمولد الدسوقي.
ويقام للبدوي احتفالاً آخر يعرف بالمولد الرجبي، ويقام في النصف الأول من شهر أبريل من كل عام، ويقام لمدة أسبوع أيضاً.

## حياته

### وصفه

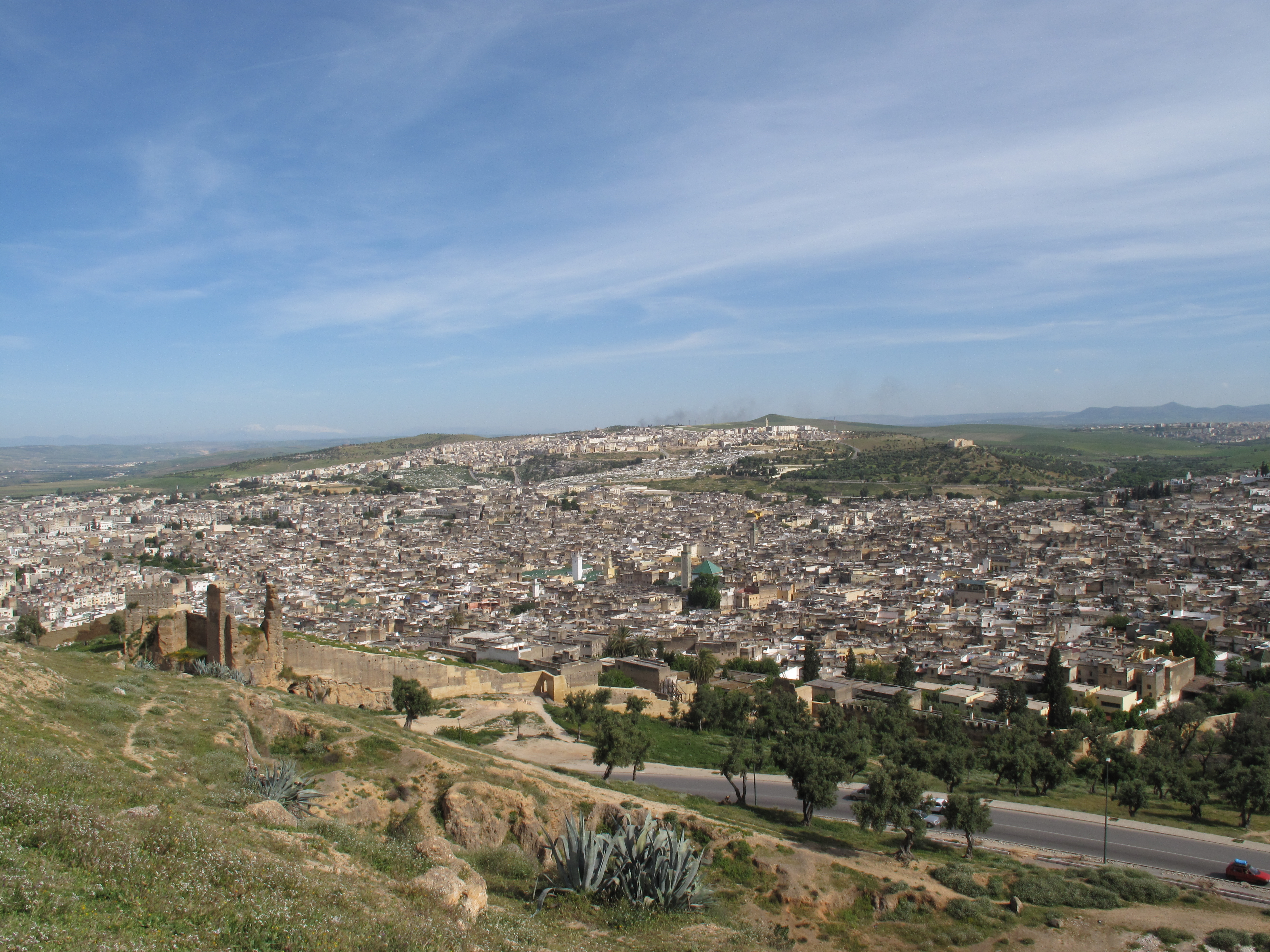
منظر عام لمدينة فاس القديمة.

وصف الشعراني أحمد البدوي، فقال أنه كان غليظ الساقين، طويل الذراعين، كبير الوجه، أكحل العينين، طويل القامة، قمحي اللون، وكان في وجهه ثلاث نقط من أثر مرض الجدري؛ في خده الأيمن واحدة وفي الأيسر اثنتان. وكان أقنى الأنف، وعلى أنفه شامتان في كل ناحية شامة سوداء أصغر من العدسة، وكان بين عينيه جرح، فقد جرحه ابن أخيه الحسين حين كان بمكة.

### هجرته إلى مكة
في سنة 603 هـ/1206 م، عندما كان عمر أحمد البدوي سبع سنوات، هاجرت أسرته من فاس إلى مكة في رحلة أستغرقت حوالي أربع سنوات، وقد مروا بمصر في طريقهم، وعاشوا فيها فترة تقدر بحوالي ثلاث سنوات.
وهناك بعض القصص الصوفية تقول أن علي والد البدوي جاءه هاتف في المنام أن: يا علي، ارحل من هذه البلاد إلى مكة المشرفة، فإن لنا في ذلك شأناً.  وقد توفي والده سنة 627 هـ/1229 م، وبعدها بأربع سنوات توفي محمد شقيق البدوي، فلم يبقَ من إخوته الذكور أحد سوى شقيقه الأكبر حسن، وهو الذي تولى رعايته.
وبحسب مصادر الصوفية، فإن البدوي قد لزم منذ صباه العكوف على العبادة، وتعود الذهاب إلى مغارة في جبل أبي قبيس قرب مكة ليتعبد فيها وحده. وبقي هكذا حتى بلغ ثمانية وثلاثين سنة من عمره، حينها قرر الرحيل إلى العراق مع أخيه حسن سنة 634 هـ/1227 م.

### الهجرة إلى العراق

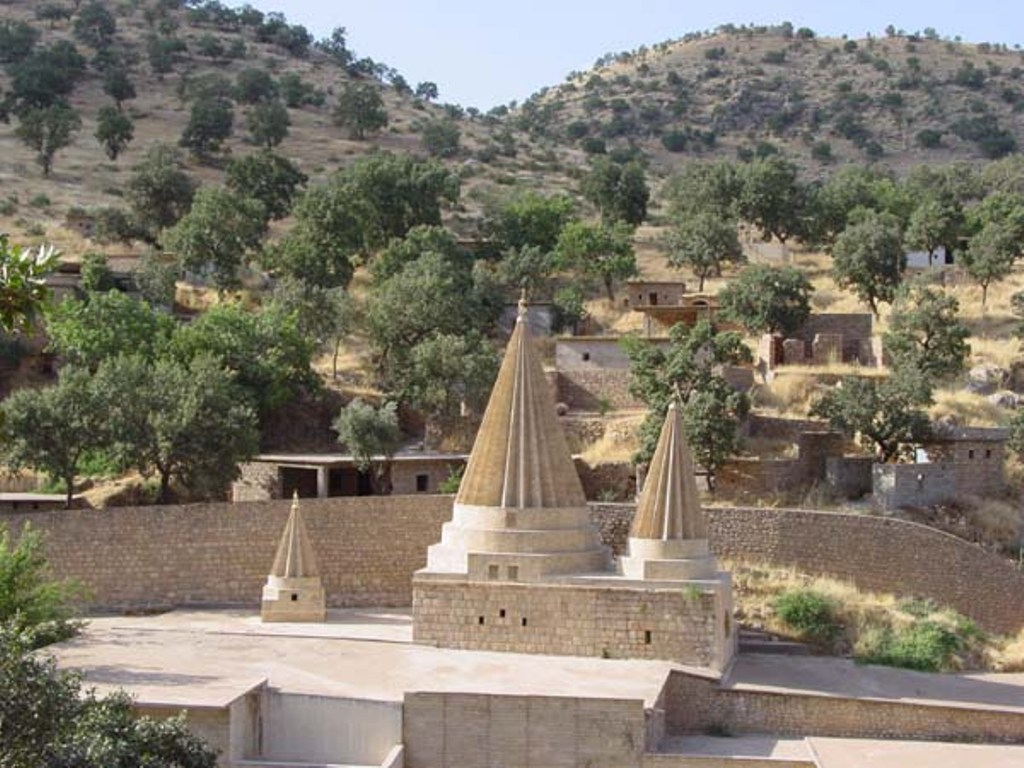
قبر عدي بن مسافر في وادي لالش بكردستان العراق.

طاف البدوي شمال العراق وجنوبه، وزار أم عبيدة بلدة أحمد بن علي الرفاعي ومركز الطريقة الرفاعية، كما زار مقام عبد القادر الجيلاني. حتى اشتاق أخوه حسن لرؤية زوجته وأولاده، فأستأذن أخاه أحمد فأذن له.
وهناك عدة أقوال في سبب ترك البدوي لمكة ورحيله إلى العراق. فقد أكد الإمام الأكبر عبد الحليم محمود شيخ الأزهر السابق أنه لم يتصرف من تلقاء نفسه كعادة غيره من الأولياء، وأنه رأى رؤيا تأمره بالرحيل إلى العراق. كما ذكر آخرون أن أحمد البدوي أدرك أن مكة مع عظيم مكانتها أضيق من أن تتسع لطموحاته وآماله، ففكر في الهجرة إلى بلد واسع الإمكانيات البشرية والمادية، فهاجر إلى العراق، خصوصاً أنه قد عاش على أرضها العديد من الأولياء، وقطبين من أقطاب الولاية هما أحمد الرفاعي وعبد القادر الجيلاني.
واتجه أحمد البدوي بعد رحيل أخيه إلى لالش في شمال العراق، لزيارة ضريح عدي بن مسافر الهكاري صاحب الطريقة العدوية، والذي يقدسه أتباع الديانة اليزيدية ويعتبرونه إلهاً. وعندما كان بقرب الموصل حدث صراع بينه وبين امرأة اسمها فاطمة بنت برى. وبحسب روايات الصوفية، فإن المرأة كانت غنية وجميلة، ولكنها مغرمة بإيقاع الرجال في شباك حبها. فحاولت أن تفعل ذلك بالبدوي لكنها لم تستطع، ثم حاولت أن تجرّه إلى الزواج بها، لكن في نهاية الأمر يروي بعض المتصوفة أنها تابت على يديه، وعاهدته أن لا تتعرض لأحد بعد ذلك.

### العودة إلى مكة
وبعد مرور سنة قضاها البدوي في ربوع العراق، عاد إلى مكة سنة 635 هـ/1238 م. ويذكر المتصوفة أن البدوي قد تغير تماماً في سلوكه وعبادته بعد عودته من العراق، فأصبح يكثر من الصلاة والصيام بشكل غير معهود عليه، وأصبح طويل الصمت، طويل النظر إلى السماء، ولا يكلم الناس إلا بالإشارات ويفضل لزم الصمت. حتى قلقت عليه أخته فاطمة، فكانت تنبه أخاها الحسن من نومه ليلاً تشكو إليه من حالته، ففي إحدى الروايات تقول له: ابن والدي، إن أخي أحمد قائم طول الليل، وهو شاخص ببصره إلى السماء ونهاره صائم، وانقلب سواد عينيه بحمرة تتوقد كالجمر، وله مدة أربعين يوماً ما أكل طعاماً ولا شراباً.

### الهجرة إلى مصر

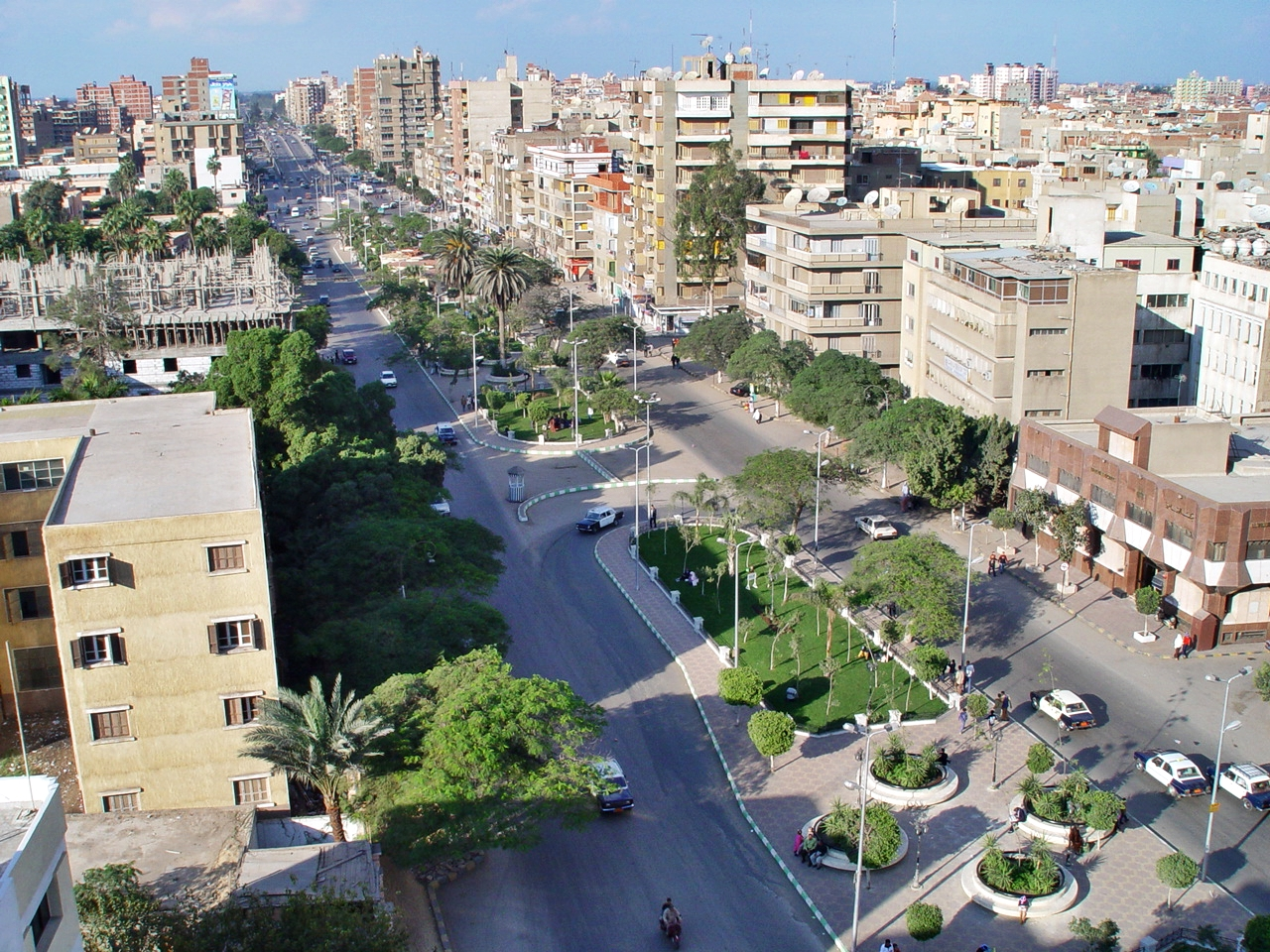
أحد شوارع مدينة طنطا، وهي المدينة التي استقر فيها البدوي بعد تركه لمكة.

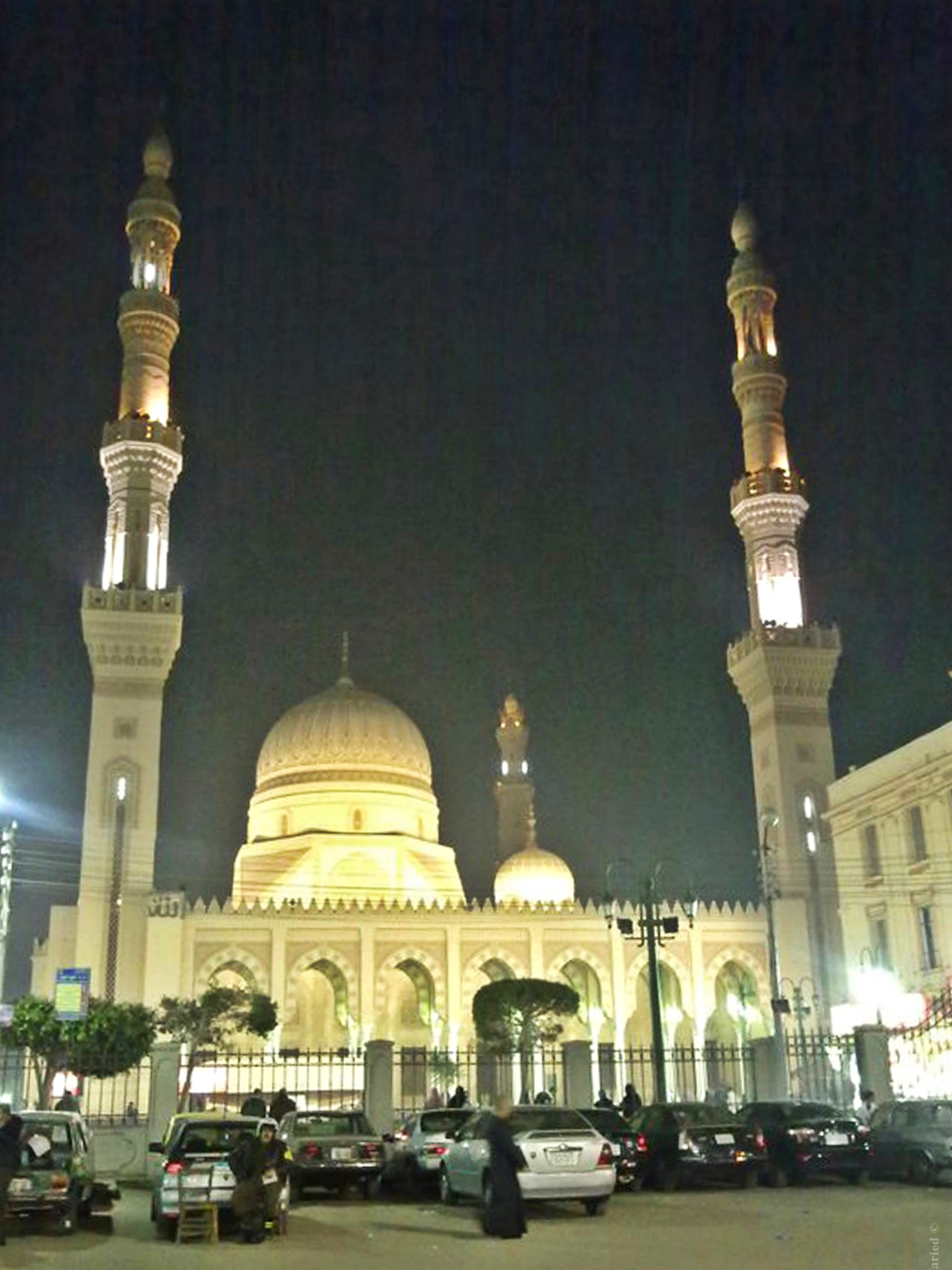
مسجد أحمد البدوي، وهو الموقع الذي استقر به البدوي بمدينة طنطا حتى وفاته.

وفي نفس عام عودته إلى مكة، قرر البدوي الرحيل إلى مصر، وبالتحديد إلى طندتا -وهي طنطا الحالية-، وقال عدد من الصوفية منهم عبد الوهاب الشعراني أنه لم يرجع إلى مكة، ولكنه سافر إلى مصر مباشرةً  لهاتف منامي قال له: قم يا هُمام وسر إلى طندتا. كذلك يتفق معه المناوي، ولكنه قال أن الهاتف المنامي قد قال للبدوي: قُم (ثلاثاُ) وأطلب مطلع الشمس، فإذا وصلته فأطلب مغربها، وسر إلى طندتا فيها مقامك أيها الفتى. وذكر المناوي أنه عندما وصل إلى مصر، استقبله الظاهر بيبرس البندقداري بعسكره وأكرمه وعظمه، وكان ذلك سنة 634 هـ  وهذا غير صحيح، لأن الظاهر بيبرس لم يتول حكم مصر إلا سنة 668 هـ، وكان يحكم مصر وقتها الملك الكامل محمد بن العادل.
وقد تعددت الآراء حول قرار البدوي الهجرة إلى مصر، والاستقرار تحديداً بمدينة طنطا، فقد قيل أنه قد يكون للبدوي فكرة عن موقع طنطا المتوسط بين مدينتي القاهرة والإسكندرية بوسط دلتا النيل، فاستقر بها لنشر طريقته بسهولة. وحسب مصادر الصوفية، عندما استقر البدوي بطنطا؛ أقام في دار تاجر اسمه «ابن شحيط» ويُعرف أيضاً باسم «ركن الدين»، وسكن فوق سطح داره. وكانت داره قريبة من مسجد البوصة، الذي يُعرف الآن بمسجد البهي. وعلل البعض تفضيل إقامة البدوي فوق سطح الدار أنه كان يفضل العيش وسط الطبيعة، ليرى بسهولة آيات صنع الله في السماء والأرض. وقيل أيضاً أن البدوي كان حيياً، فاستحيا أن يعيش داخل الدار فيحد من حرية صاحب الدار وأهله، ويقال أيضاً أن هذا لتأثره بأهل العراق لأنه عاش بينهم عاماً، فأهل العراق قديماً كانوا يفضلون النوم فوق أسطح بيوتهم لشدة الحرارة في شهور الصيف. وحسب مصادر الصوفية، أن البدوي أقام فوق السطح نحو اثنتي عشرة سنة، وكان يمكث أكثر من أربعين يوماً لا يأكل ولا يشرب ولا ينام. ولذلك لُقِب بـ «السطوحي».

## صلته بالصوفية

مسجد إبراهيم الدسوقي بمدينة دسوق شمال طنطا.

حسب الروايات الصوفية، كان لأحمد البدوي ميولاً نحو الزهد منذ صغره، حتى لقبه قومه في طفولته بالزاهد. وقد لبس خرقة التصوف في فاس على يد الشيخ عبد الجليل النيسابوري، وكان شقيق البدوي الأكبر حسن قد أخذ خرقة التصوف عن نفس الشيخ، فأخذ أخاه الصغير أحمد إليه ليلبسه هو الآخر الخرقة.
وكان لأحمد البدوي صلة بالطريقة الدسوقية عندما استقر في مصر، فكان له صلة وطيدة بإبراهيم الدسوقي نفسه في دسوق عن طريق مريدي كلا منهما، إذ كان هؤلاء يتولون تبليغ ما يطلب منهم فيترددون ما بين مدينتي دسوق وطنطا، وقيل أن البدوي بعث إلى الدسوقي ما نصه:
| أحمد البدوي | أما سمعت وعلمت أننا أخذنا العهود والمواثيق على بعضنا؟، أما سمعت وعلمت أن الله حرّم خيراً الدنيا والآخرة على من يفرق بيننا؟، أما سمعت وعلمت أن الله لعن من يقول هذا على طريقة وهذا على طريقة؟، أما تعلم أن الله لعن من يقول هذا له مجلس ذِكر؛ وهذا ليس له مجلس ذِكر؟، أما تعلم أن الله فتح على من لم يفرق بيننا؟. | أحمد البدوي |

وصلة البدوي بالدسوقي تظهر أيضاً في اشتمال حزب الدسوقي الكبير على كلمات كثيرة من حزب البدوي، وهذا يدل على وجود رابطة روحية قوية بين هذين القطبين من وجهة نظر الصوفية.

## كراماته
امتلأت كتب الصوفية بالعديد من الكرامات المنسوبة لأحمد البدوي، ويرى بعض الصوفية كالإمام الأكبر عبد الحليم محمود أن أكبر كرامة للبدوي هي أنه قد ربّى رجالاً، وكوّن أبطالاً مجاهدين. كذلك يرى البعض أن أكبر الكرامات هي أن يأخذ العهد على مريده بالتوبة والرجوع إلى الله وسنّة النبي محمد.

يظهر في علم محافظة الغربية إحدى مآذن وقبة مسجد أحمد البدوي داخل الترس.

ومن أشهر الكرامات المنسوبة للبدوي، أنه كان ينقذ الأسرى المسلمين من أيدي الصليبيين أيام الحملات الصليبية على مصر، وظل اعتقاد شائع بين الناس أن البدوي ظل ينقذ الأسرى بعد مماته إلى عصر متأخر، حتى أنه انتشرت مقولة بين العامة -ومازل الناس يتداولونها حتى الآن- هي: الله الله يا بدوي، جاب اليسرى، أي أن البدوي جلاب الأسرى، وأنه لم يكف عن ذلك إلا بطلب من «محمد سعد الدين باشا» الذي كان مديراً لمديرية الغربية في أواخر عهد الدولة العثمانية.
ويقول بعض الصوفية، أن مسألة الأسرى تلك ترجع إلى واقعة تاريخية مشهورة، ذلك أن وزارة الأوقاف المصرية قد أرسلت بالسيوف[ ؟ ] والدروع[ ؟ ] التي غنمها الجيش المصري من جيش لويس التاسع، الذي أُسر في دار ابن لقمان بالمنصورة، لتخزن في مخزن المسجد الأحمدي، فكان الدراويش وأتباع الطريقة البدوية يتقلدون هذه الدروع والسيوف في مواكب الأحمدية، ويزعمون للناس أنهم الأسرى الذي جاء بهم البدوي من أوروبا، فلما تقدمت الأيام، قالوا أنهم سلائل أولئك الأسرى، وكان من الغريب أن تترك الحكومة المصرية هذه الدروع والسيوف التاريخية نهباً للضياع في يد العامة.
وينقد البعض أيضاً الكرامات المنسوبة للبدوي، لأن معظمها دُوِّن في الفترات المتأخرة للعصر العثماني، ويوصف أواخر هذا العصر في مصر بالجمود والتأخر وانتشار الجهل، فقد أصبح التصوف وقتها أداة لكسب العيش، لأن من أهون الطرق استغلال جهل العامة والتلاعب بعقول الناس ومشاعرهم.
وكما أن هناك تشكيك في نسب البدوي وكراماته، فإن هناك كثيرون أيضاً شككوا في حقيقته وحقيقة دوره، إذ يرون أن الرجل وحوادثه لم تكن سوى خطة من خطط إعادة إحياء الدولة الفاطمية الشيعية الإسماعيلية من جديد، فهي مؤامرة بلباس أهل البيت، ولكن عن طريق التصوف.

## طريقته

الراية الحمراء، اتخذها البدوي شعاراً لطريقته.

تعرف طريقة أحمد البدوي باسم الطريقة الأحمدية نسبة لاسمه أحمد، أو بالطريقة البدوية نسبة إلى كنيته. وتقوم الطريقة البدوية على لبس الخرقة من شيخ عن شيخ، والعهد بها والمبايعة، والخرقة البدوية خرقة حمراء. وبحسب مصادر الصوفية، وصى البدوي تلميذه المقرب عبد العال، فقال:
| أحمد البدوي | يا عبد العال، اعلم أني اخترت هذه الراية الحمراء لنفسي في حياتي وبعد مماتي، وهي علامة لمن يمشي على طريقنا من بعدي. | أحمد البدوي |

### فروعها

الشيخ حسن الشناوي، شيخ مشايخ الطرق الصوفية الراحل، والشيخ السابق للطريقة الشناوية الأحمدية.

بعد وفاة أحمد البدوي وانتشار تلاميذه، تفرعت الطريقة البدوية إلى عدة طرق، هي:
- الشناوية الأحمدية، وشيخها الحالي «سعيد حسن الشناوي».[55]
- المرازقة، وشيخها الحالي «عصام الدين أحمد شمس الدين».
- الشعيبية، وشيخها الحالي «محمد محمد الشعيبي».
- الزاهدية، وشيخها الحالي «حسن السيد حسن يوسف».
- الجوهرية، وشيخها الحالي «الحسين أبو الحسن الجوهري».
- الفرغلية، وشيخها الحالي «أحمد صبري الفرغلي».
- الإمبابية، وشيخها الحالي «هاني محمد علي سلمان».
- البيومية، وشيخها الحالي «أحمد حامد فضل».
- السطوحية، وشيخها الحالي «علي زين العابدين السطوحي».
- الحمودية، وشيخها الحالي «إبراهيم محمد المغربي».
- التسقيانية، وشيخها الحالي «أحمد إبراهيم التسقياني».
- الكناسية، وشيخها الحالي «أحمد سلامة نويتو».
- المنايفة، وشيخها الحالي «علي الدين عبد الله المنوفي».
- الجعفرية الأحمدية المحمدية،[56] وشيخها الحالي «عبد الغني صالح الجعفري».[57]
- الجريرية، وشيخها الحالي «عبد الله خويطر جرير».

## تراثه

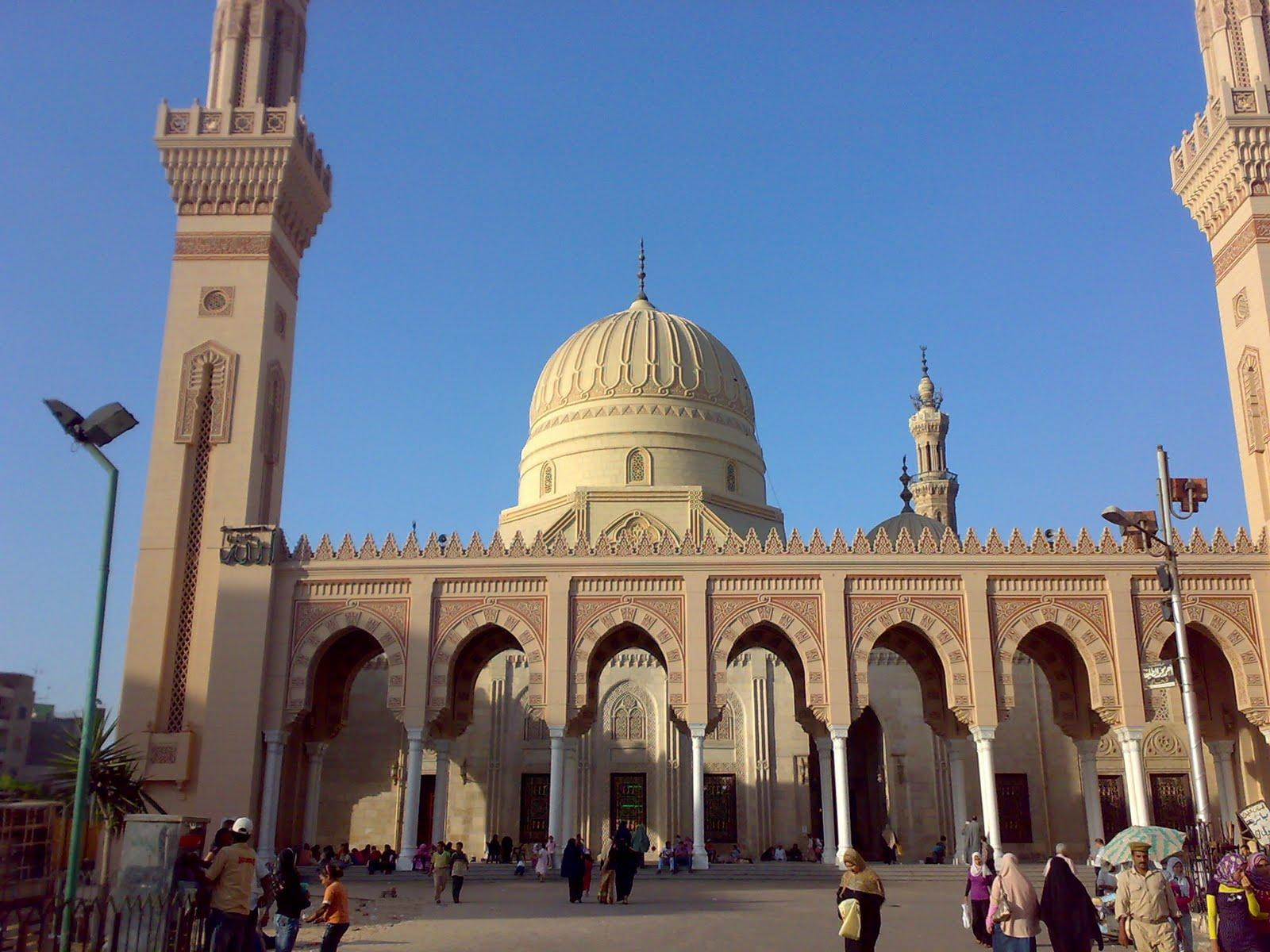
جانب من المسجد المقام على ضريح البدوي.

لم يُبث أن البدوي قد ترك أية مؤلفات أو كتباً مدوّنة، على الرغم من أن مريديه يدّعون أنه شكل تراثاً فكرياً ضخماً قد فقد، وأن ما بقي منه نقل إلى مكتبات أوروبا وغير ذلك. وفي العموم يُنسب إليه قصائد شعرية، بعضها منسوب بلسان الحال، وأخرى بلسان المقال. ولم يستطع أحد من علماء الصوفية أن يثبت أن هذا هو شعر البدوي، لأن معظمها من الشعر الضعيف. ومن مثال الشعر المنسوب إليه:
ويتمثل تراث البدوي الأدبي في وصاياه لتلميذه عبد العال، وهي عبارة عن وصايا عامة من أستاذ لتلميذه، ومن مثال ذلك:
| أحمد البدوي | يا عبد العال؛ يقول الله تعالى في كتابه المكنون: "إِنَّ اللهَ مَعَ الَّذِينَ اتَّقَوا والَّذِينَ هُم مُّحْسِنُونَ". فعليك بكثرة الأذكار، واعلم أن ركعة بالليل أفضل من ألف ركعة بالنهار. يا عبد العال أشفق على اليتيم، واكسُ العريان، وأطعم الجيعان، وأكرم الغريب والضيفان. | أحمد البدوي |

وأيضاً:
| أحمد البدوي | يا عبد العال، إياك وحب الدنيا؛ فإنه يفسد العمل الصالح كما يفسد الخل العسل. | أحمد البدوي |

ونسب له بعض الأقوال مثل:
| أحمد البدوي | سواقي تدور على البحر المحيط، لو نفذ ماء سواقي الدنيا كلها، ما نفذ ماء سواقي. | أحمد البدوي |

وتنسب إليه أيضاً صلاتان  وحزبان هما الحزب الصغير والحزب الكبير.

## انتقادات
ذكر عن البدوي الكثير من الأقاويل التي تشكك في قصته وكراماته، وتناول كتاب «السيد البدوي دراسة نقدية» للمؤلف الدكتور عبد الله صابر، العديد من تلك القصص عن الإمام الراحل ليوضح الكاتب من وجهة نظره العديد من القصص الهلامية والخيالية عنه، ويشير الكاتب إلى أن أغلب المراجع القديمة الموثقة أغفلت ذكر تاريخ السيد البدوي في كتب الحوليات، على مدى أكثر من قرنين، ثم جاء ذكره بعد ذلك في كتب المناقب المليئة بالأساطير والخرافات. ويؤكد أن المعلومات عن البدوي تعتبر ظنية، لأنه لا يوجد مصدر تاريخى موثق كتب عن البدوي لمؤلف معاصر له، وخليت كتب الحوليات التاريخية عن ذكره بينما ذكر في كتب المناقب المليئة بالخرافات وأقدمها كتاب «أزبك الصوفى» وهو لمؤلف مجهول بحسب الكاتب.
واستشهد الكاتب بمقالة «منسوبة» لشيخ الأزهر الإمام مصطفى عبد الرازق، نشرت بمجلة السياسية الأسبوعية بعنوان «المولدان الأحمدى والدسوقى»، كتبت بأسم مستعار :«العالم الكبير»، حيث يوضح الأخير فيها إنه رجع إلى مخطوطة مغربية ينكر صاحبها أن «السيد البدوي» كان صوفيا ويثبت أنه كان علويا شيعيا يهدف إلى عودة الملك العبيدي الفاطمي الشيعي، وأن والد البدوي – على البدوي- كان أحد العلويين من الشيعة الإسماعيلية، وخرج إلى مكة المكرمة نازحا من بلاد المغرب.
وحول خروجه من المغرب يستند المؤلف إلى رأي منسوب إلى الدكتور سعيد عبد الفتاح عاشور، حيث يرى أن سبب خروج والد السيد البدوي من مكة ليس ما يتواتر بأنه رأى هاتفا في المنام يأمره بالرحيل إلى مكة، لكن لأن القرن السادس الهجرى شهد جوا من الاضطهاد للشيعة في المغرب، مما جعلهم يتسللون إلى المشرق، وأتيحت الفرصة لوالد البدوي عام 603هـ.
ويقول الكاتب إنه في طنطا حيث سكن البدوي سطح دار "ركن الدين القريب" من مسجد البوصة التي يعرف الآن بمسجد البهي، حرص البدوي على الصراخ فوق السطح، ويستشهد الكاتب بقول لـ"عبد الصمد زين الأحمدي" حيث قال "وأقام على سطح الدار لا يفارقه ليلا ولا نهارا وإذا عرض عرض له الحال يصيح صياحا متصلا، كما تزيّى البدوى بزى المجاذيب وظل ضاربا اللثامين على وجهه، وكان إذا لبس ثوبا أو عمامة لا يخلعها لغسل حتى تذوب، فيبدلونها له بغيرها"، ويذكر "الشعراني" أنه كان يظل طول ليله ونهاره قائما شاخصا ببصره إلى السماء وقد انقلب سواد عينيه إلى حمرة تتوقد كالجمر، وكان يمكث الأربعين يوما وأكثر لا يأكل ولا يشرب ولا ينام".
وبحسب المؤلف يروى الحافظ السخاوي في كتابه "الضوء اللامح لأهل القرن التاسع" في ترجمة محمد بن محمد بن علي بن عبد الرازق الشمسي أبي عبد الله الغماري ثم المصري المالكي النحوي، قال: "حدث المقريزي- أي في عقود- عنه أي عن الغماري، عن شيخه "أبى حيان" قال: "ألزمنى الأمير ناصر الخطيب، وعندما أقيمت الصلاة. وضع الصلاة "الشيخ أحمد" رأسه في طوقه بعدما قام نائما وكشف عن عورته في حضرة الناس وبال على ثيابه وعلى حصر المسجد واستمر ورأسه في طوق ثيابه، وهو جالس، حتى انقضت الصلاة ولم يصل".
كما يروى عن أحد علماء المالكية أنه كان كثير الإنكار على السيد البدوي، حتى ذهب العالم ومعه جماعة من طلبته إلى طنطا لاستجلاء حقيقة ذلك الصوفي الذي كثر حوله الكلام، وهناك في طنطا جلسوا بجوار الدار التي يعيش فوق سطحها السيد البدوي، حيث أخذوا يتكلمون عنه وينتقدونه، وكان أن سمعهم السيد البدوى، وهو فوق السطح، فأتى إلى طرف السطح فوق رؤوسهم وبال عليهم".

## وفاته

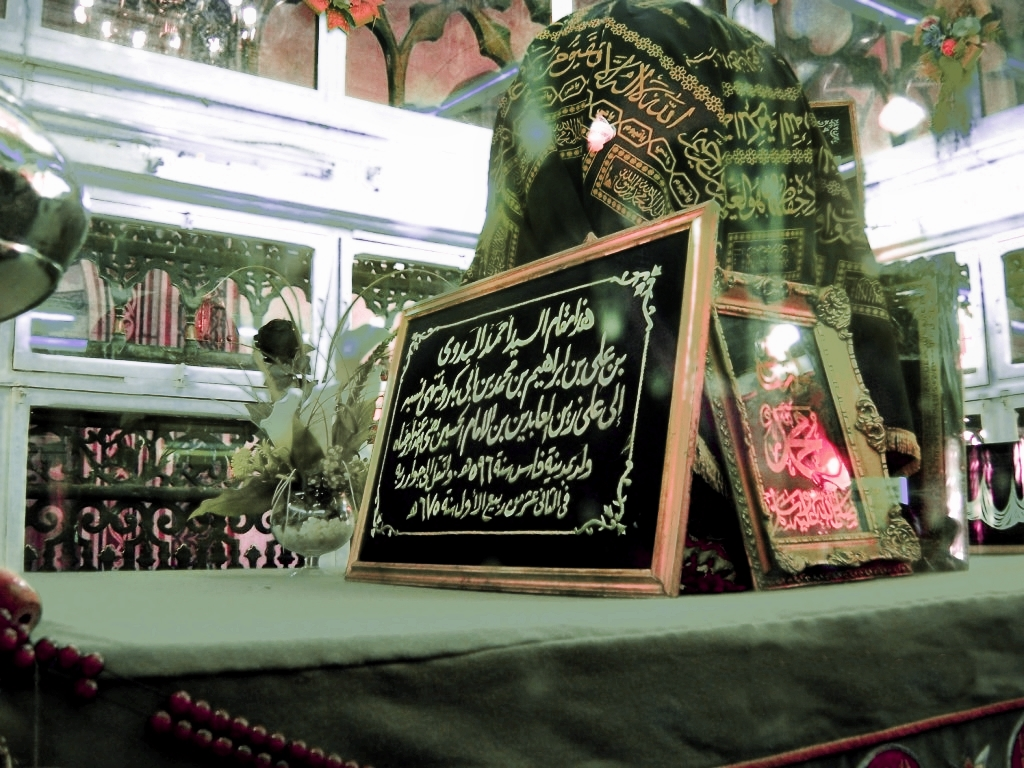
ضريح البدوي.

توفي أحمد البدوي يوم الثلاثاء 12 ربيع الأول 675 هـ/24 أغسطس 1276 م بمدينة طنطا، عن عمر يناهز 79 عاماً. وخلفه من بعده تلميذه عبد العال، وبنى مسجده. وكان في البداية على شكل خلوة كبيرة بجوار القبر، ثم تحولت إلى زاوية للمريدين.
ثم بنى لها علي بك الكبير المسجد والقباب والمقصورة النحاسية حول الضريح، وأوقف لها الأوقاف للإنفاق على المسجد أثناء انفصاله عن الدولة العثمانية وقت حكمه مصر، حتى أصبح أكبر مساجد طنطا. وقال عنه علي مبارك في الخطط التوفيقية: إنه لا يفوقه في التنظيم وحسن الوضع والعمارة إلا قليل. وفي عهد الرئيس السابق محمد أنور السادات، أدخلت توسعات جديدة على مسجد البدوي عام 1975، وآخر أعمال ترميمية به كانت عام 2005.